# Literaturjahr 1847
Liste der Literaturjahre

◄◄ | 1843 | 1844 | 1845 | 1846 | Literaturjahr 1847 | 1850 | 1851 | ► | ►►

Weitere Ereignisse
Dieser Artikel behandelt das Literaturjahr 1847.

## Ereignisse

### Prosa
- Die Novelle Carmen von Prosper Mérimée erscheint.
- Agnes Grey: Anne Brontë
- Jane Eyre: Charlotte Brontë
- Sturmhöhe: Emily Brontë
- Anna: Friedrich Hebbel
- Aus dem Leben einer Frau: Louise Aston
- Die deutsche Übersetzung von Grandvilles Un Autre Monde erscheint als Eine Andere Welt von Plinius dem Jüngsten illustriert von J. J. Grandville bei Carl Berendt Lorck in Leipzig. Übersetzer ist Oskar Ludwig Bernhard Wolff, der französische Originaltext stammt von Taxile Delord.

### Wissenschaftliche Werke
- Friedrich Engels verfasst die Programmskizze Grundsätze des Kommunismus.
- Karl Marx’ gegen Pierre-Joseph Proudhon gerichtetes Werk Das Elend der Philosophie erscheint.

### Weitere Ereignisse
- 12. Mai: In Paderborn gründet der gleichnamige Buchhändler den Verlag Ferdinand Schöningh.
- 6. September: Der US-amerikanische Schriftsteller und Philosoph Henry David Thoreau bezieht eine gemeinsame Wohnung mit Ralph Waldo Emerson in Concorde, Massachusetts.
- 21. November: Das Märchenspiel Der Dudelsackpfeifer von Strakonice oder Das Fest der Waldfrauen von Josef Kajetán Tyl wird in Prag uraufgeführt.

## Geboren
- 6. Januar: Milovan Glišić, serbischer Schriftsteller und Übersetzer († 1908)
- 13. Januar: Gottfried Stommel, deutscher Dramatiker, Schriftsteller und Librettist († 1933)
- 16. Januar: Kálmán Mikszáth, ungarischer Schriftsteller († 1910)
- 22. Februar: Thornton Chase, US-amerikanischer Autor († 1912)
- 7. April: Jens Peter Jacobsen, dänischer Schriftsteller († 1885)
- 10. April: Joseph Pulitzer, US-amerikanischer Journalist und Herausgeber († 1911)
- 24. April: Otto Leixner von Grünberg, österreichischer Schriftsteller und Literaturhistoriker († 1907)
- 10. Mai: May French Sheldon, US-amerikanische Forschungsreisende und Autorin († 1936)
- 23. Mai: Heinrich Kämpchen, deutscher Schriftsteller († 1912)
- 14. Juli: Gustav Eberlein, deutscher Bildhauer, Maler und Schriftsteller († 1926)
- 20. August: Bolesław Prus, polnischer Schriftsteller und Publizist († 1912)
- 1. Oktober: Annie Besant, britische Frauenrechtlerin, Theosophin und Autorin († 1933)
- 21. Oktober: Edvard Brandes, dänischer Kulturpolitiker und Schriftsteller († 1931)
- 21. Oktober: Giuseppe Giacosa, italienischer Dichter, Schauspieler und Librettist († 1906)
- 8. November: Bram Stoker, irischer Schriftsteller († 1912)
- 18. November: Eliška Krásnohorská, tschechische Schriftstellerin († 1926)
- 8. Dezember: Carl Weitbrecht, deutscher Dichter und Literaturhistoriker († 1904)

## Gestorben
- 23. April: Erik Gustaf Geijer, schwedischer Schriftsteller der Romantik (* 1783)
- 31. Mai: Thomas Chalmers, schottischer Schriftsteller und Begründer der Freien Kirche Schottlands (* 1780)
- 3. Juli: Johann Christian August Grohmann, deutscher Philosoph, Psychologe und Rhetoriker (* 1769)
- 9. August: Wilhelm von Schütz, deutscher Dichter (* 1776)
- 4. September: František Vladislav Hek, tschechischer Patriot, Dichter und Publizist (* 1769)
- 22. Oktober: Henriette Herz, deutsche Schriftstellerin (* 1764)
- 14. November: Josef Jungmann, tschechischer Philologe und Dichter (* 1773)
- 24. Dezember: Karl Gustav Brinckmann, schwedischer Diplomat und deutscher Dichter (* 1764)